# Aimarius Rivalius
Aimarius Rivalius fue un jurisconsulto y humanista del siglo XV, natural del Delfinado.

## Biografía
Rivalius, jurisconsulto y humanista, vivió en los reinados de Luis XI de Francia y Carlos VIII de Francia y fue catedrático de derecho en la universidad de Grenoble y, después consejero del Parlamento de la citada ciudad.
Se lo cree como uno de los primeros franceses que trataron la historia del derecho romano y su obra, aunque imperfecta. Resalta su labor a razón de los comentarios de las Leyes de las Doce Tablas y por la lista que contiene sobre los más célebres jurisconsultos del tiempo de los emperadores romanos, cuyos escritos sirvieron para formar la Pandectas, ya que el uso del derecho romano, así en Francia como en Italia, se conservó durante la Edad Media. Después que el derecho romano se restableció en Italia por los esfuerzos de lo glosadores, se vio renacer en las escuelas y tribunales franceses un gran deseo de competir y distinguirse, como el libro Ulpianus de edendo que contiene una exposición de la forma de enjuiciar tomada de los libros de Justiniano.

## Obras
- Historia juris utriusque, Maguncia, 1533 y 1539 en 8º.